# 安澜镇
安澜镇，是中华人民共和国重庆市巴南區下辖的一个乡镇级行政单位。

## 行政区划
安澜镇下辖以下地区：
安澜社区、仁流社区、南龙社区、龙岗社区、五通村、湾湾村、思林村、院子村、永寿村、顶山村、平滩村、石板垭村、小龙村、石油沟村、坝上村、巴联村、棋盘村和柑子村。